# Lúcia Adelina Felipe
Lúcia Adelina Felipe (20 de janeiro de 1900 – 26 de agosto de 2021) foi uma supercentenária brasileira, além de ser dona de casa. Segundo certidão de nascimento dela, ela nasceu em 20 de janeiro de 1900 mas sua idade não é reconhecida pelo Guinness World Records e nem pelo Gerontology Research Group
Lúcia Adelina faleceu no dia 26 de agosto de 2021 em fundão, aos 121 anos de idade, ela quase alcançou a idade da francesa Jeanne Calment, a pessoa mais velha do mundo.